# エンヴォイ・エア
エンヴォイ・エア（英語: Envoy Air Inc.）、旧アメリカン・イーグル航空（アメリカン・イーグルこうくう、英語: American Eagle Airlines）はテキサス州アービングに拠点を置く航空会社である。同社はアメリカン航空グループの完全子会社であり、グループ外の数社とともにアメリカン・イーグル (航空ブランド)でアメリカン航空の路線網を提供する。一日に1,800以上の便を運航し、アメリカ合衆国、カナダ、メキシコ、カリブ地方などの159都市に就航しており、エンヴォイは世界最大の地域航空会社と考えられている。エンヴォイはワンワールドの加盟航空会社である。
同社は2012年4月11日までデルタ航空とカリフォルニア路線でコードシェア契約を締結していた。
"American Eagle Airlines" という名称は1980年4月から1981年4月まで同社と無関係のチャーター会社も使用していたが、その会社は定期便を運航することなく運航を停止し倒産を申請した。

## 就航都市
| 順位 | 空港                            | 便数 |
| ---- | ------------------------------- | ---- |
| 1    | テキサス州ダラス/フォートワース | 210  |
| 2    | イリノイ州シカゴ/オヘア         | 138  |
| 3    | フロリダ州マイアミ              | 72   |

## 保有機材
エンヴォイ・エアの機材は以下の航空機で構成される（2025年3月現在）。
| 機種                 | 合計 | 発注数 | オプション | 座席数 | 座席数 | 座席数 | 座席数 | 運用路線                                   | 備考 |
| 機種                 | 合計 | 発注数 | オプション | F      | Y+     | Y      | 合計   | 運用路線                                   | 備考 |
| -------------------- | ---- | ------ | ---------- | ------ | ------ | ------ | ------ | ------------------------------------------ | ---- |
| エンブラエル ERJ-145 | 4    | —      | —          | —      | —      | 50     | 50     | アメリカ合衆国中部・東部、カナダ、メキシコ |      |
| エンブラエル ERJ-170 | 43   | 36     |            | 12     | 20     | 33     | 65     |                                            |      |
| エンブラエル ERJ-175 | 122  |        |            | 12     | 20     | 44     | 76     |                                            |      |
| 合計                 | 228  |        |            |        |        |        |        |                                            |      |

2010年10月時点で、エンヴォイ・エアの機材の平均使用年数は9.7年であった。

### 過去に導入した機材
- ボンバルディアCRJ700（49機）ー全てのCRJは2015年半ばからPSA航空へ移籍予定[8]
- ボンバルディアCRJ900（17機）
- エンブラエルERJ-140（40機）[9]

## 機内サービス
北アメリカの国内便やカリブ地方において、アメリカン・イーグル航空はスナックの機内販売を実施している。